# Grammicosum flavofasciatum
Grammicosum flavofasciatum är en skalbaggsart som beskrevs av Blanchard 1843. Grammicosum flavofasciatum ingår i släktet Grammicosum och familjen långhorningar. Inga underarter finns listade i Catalogue of Life.